# Athénaïs Mialaret
Pour les articles homonymes, voir Michelet.

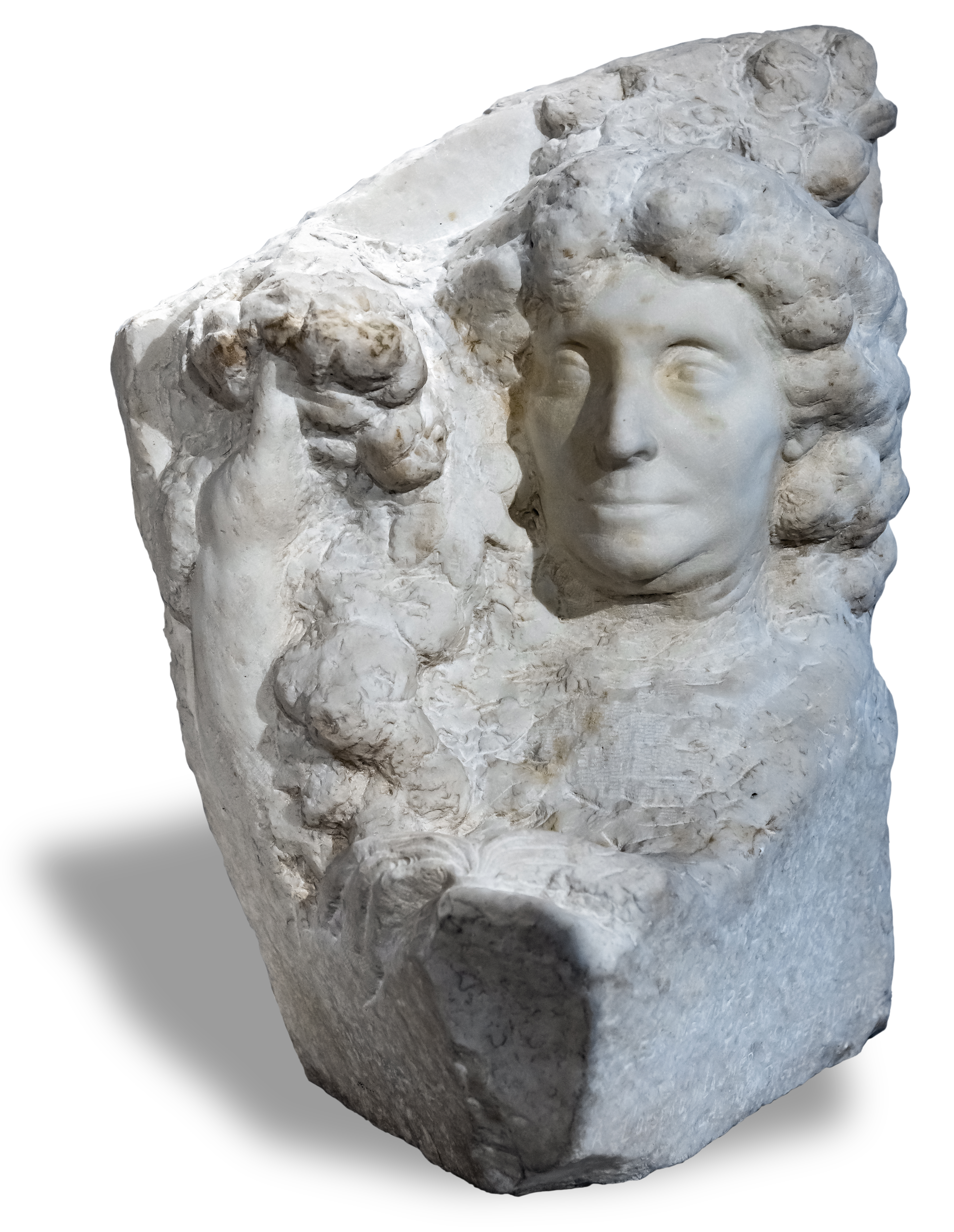
Buste de Madame Michelet, 1899 par Antoine Bourdelle.

Athénaïs Marguerite Michelet, née Mialaret (1826-1899), est la seconde épouse et la collaboratrice de Jules Michelet, en même temps que l'autrice des Mémoires d'une enfant.

## Biographie
Née le 19 octobre 1826 à Montauban (Tarn-et-Garonne), Athénaïs Marguerite Mialaret est la fille d'Yves Louis Jacques Hippolyte Mialaret (1774-1841), originaire de Lauzerte (Tarn-et-Garonne), ancien précepteur des enfants de Toussaint Louverture, et de Marguerite Emma Becknell (1804-1864), originaire de Louisiane, qu'il avait épousée à la Nouvelle-Orléans. Placée en nourrice pendant les quatre premières années de sa vie, elle est maltraitée par sa mère, mais trouve refuge auprès de son père, homme cultivé grâce à qui elle étudie.
À la suite du décès de son père, elle doit subvenir à ses besoins et est employée comme institutrice des enfants de la famille Cantacuzène à Vienne. Elle fuit la révolution de 1848 et rentre en France en octobre.
Pendant son séjour en Autriche, c'est la lecture du livre Du Prêtre, de la femme, de la famille, paru en 1845, qui est à l'origine d'une correspondance avec l'auteur Jules Michelet. Arrivée à Paris le 7 octobre 1848, elle le rencontre le lendemain et l'épouse à Paris le 12 mars 1849, lui donnant en juillet 1850 un fils, Yves Jean Lazare, qui ne vit que quelques semaines.
À la mort de son mari en 1874, elle se consacre à la fabrication du « grand homme ». Douée d'aptitudes littéraires, elle falsifie certains textes non publiés du journal de Michelet avant de les faire éditer de manière posthume, contribuant ainsi à la promotion institutionnelle du « pape de l'Histoire ».
Elle meurt le 2 avril 1899 à l’âge de 72 ans dans le 6e arrondissement de Paris. Elle a prorogé Antoine Bourdelle à ses débuts et collectionnera nombre de ses œuvres qu'elle léguera à la ville de Montauban. Bourdelle a fait son portrait en trois jours après son décès subit.

## Publications (extrait)
- Athénaïs Michelet, Mémoires d'une enfant, L. Hachette et Cie, 1867[5].
- Mme Jules Michelet, Les Chats, Paris, Ernest Flammarion, 1904[6].
- Athénaïs Michelet, Mes Chats[7].
- Pour bibliographie complète voir fiche BNF[8]